# Tao te kin
Tao te kin fue una banda española de rock, surgida en 2005 en Getafe, Madrid. Estaba formada por el batería Ismael Sanz, los guitarras Jesús Rodríguez y Juan Luís de León, más conocido como "Luyu", el bajista Carlos Moreno y el cantante y letrista Emilio Sánchez. La banda estuvo activa hasta octubre de 2017.
El origen de Tao te kin tiene su germen en Sudden Growth, una banda formada por el batería, las dos guitarras del grupo, Jorge G. Santofimmia (bajo de tao te kin hasta 2015) y el que fue promotor de la banda Alex Nooirax. Esta banda, surgida de la cabeza de los cuatro músicos principales y amigos de colegio de Tao te kin acabó disolviéndose.
Tras probar en diferentes grupos, volvieron a reunirse y a buscar un nuevo vocalista. A través de un anuncio en internet apareció Emilio Sánchez que, tras diversas pruebas, terminó cerrando la formación del grupo. A finales de 2015, Jorge G. Santofimia deja la banda por problemas laborales. Entra a sustituirle Carlos Moreno, componentes, entre otras bandas, de Vorage o Rey Astro.

## El Nombre
Tao Te Kin surge del nombre de un libro del pensamiento filosófico oriental denominado Tao Te King, escrito por Lao-Tsé, y que presenta los postulados básicos del pensamiento taoísta. Fue elegido nombre del grupo como símil del libro con la composición de los temas, al intentar realizar conceptos algo complicados basados en cosas muy simples, al igual que lo que quiere expresar el libro.

## Carrera
El grupo empieza a componer canciones y a tocar en directo. En 2006 sacan a la luz un EP de cuatro canciones llamado Anatomía del Equilibrio, autoproducido y grabado por ellos en su propio local de ensayo, la denominada Mustard Room, en Alcorcón (Madrid). El disco contiene los cortes Miniego, Dejavù, Espino y Ajedrez. Las críticas son bastante buenas con el disco, y a ellos les permite girar durante los dos años siguientes, 2006 y 2007. Sus temas van apareciendo en diversos recopilatorios como el Rock United o el realizado por Subnoise.
Tao te kin ganan en 2007 el X concurso para bandas noveles de la sala Silikona de Madrid, el concurso Y tu que tocas? de Getafe, y el concurso FESTIMADtaste SUR de Madrid, que les da derecho a participar en el festival Festimad 2007, acompañando a grupos como Anathema, Slayer, Devildriver o Pearl Jam.

## El pájaro
Después de los diferentes éxitos cosechados con la maqueta, y después de dos años de gira, con más de 50 conciertos, Tao te kin se encierran a grabar a principios de 2008 lo que será su primera larga duración. El disco será grabado por el productor Gus Porta en los estudios Marditos Roedores de Madrid. La grabación abarca prácticamente dos meses, y un mes más para la mezcla en los mismos estudios. Durante ese período Tao te kin da un par de conciertos. 

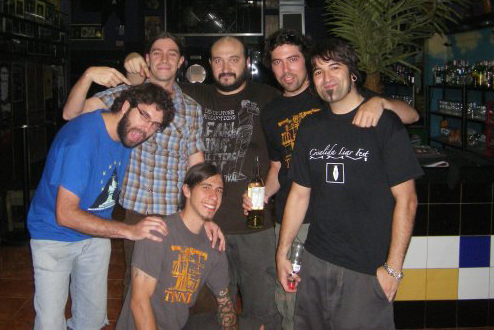
pabersematao

En mayo de 2008 el disco grabado y mezclado es enviado a Estados Unidos, para la masterización a cargo de Alan Douches, que ha trabajado con grupos como Mastodon, Neurosis o Misfits.
En julio de 2008 la banda ficha por el sello Lengua Armada, bajo la supervisión de Nano Ruíz, ex-componente del grupo Habeas Corpus. Tao te kin lo celebra tocando en directo en octubre junto con sus amigos y compañeros de discográfica Evohé, con quien también grabarían una colaboración.
El 28 de octubre de 2008 sale a la luz Utopíate, el primer sencillo del nuevo disco de Tao te kin, en el recopilatorio Subnoise.
El álbum se llamará "El pájaro que da cuerda al mundo", que es parte del título de un libro de Haruki Murakami, escritor japonés del que los componentes del grupo son admiradores.
El 16 de febrero sale a la luz "El pájaro que da cuerda al mundo", con 10 cortes: El pájaro azul, Circoloquio, Utopíate, Miniego, Homo est, La distancia, El miedo, Ajedrez, Deja vù y El pájaro. El disco es acogido con grandes críticas en las principales publicaciones musicales, como Kerrang, Heavy Rock, Rock Estatal...

## La gira del pájaro
Tao te kin comienzan su gira de presentación el 13 de marzo en la sala Boite de Madrid, con un lleno absoluto. Desde entonces han realizado una gira por Santander, Murcia, Leganés (Madrid), Valencia, Alicante, Lugo (en el festival Mareira Fest de Foz), Ciudad Real, Córdoba y Getafe (en el Festival de teatro en la Calle FITEC). Tocan con grupos como Sou edipo, Seattle Rain, El páramo, Loan, Anteia...
Posteriormente, el grupo realiza un parón hasta el año 2010. Durante este tiempo, el grupo planea la edición de un videoclip y la composición de nuevas canciones para un futuro nuevo trabajo. El grupo continúa su gira de presentación por Castellón, Tarragona, Badajoz, y en el aniversario del sello-promotora Nooirax Producciones. Además colaboran con la candidatura de Cáceres 2016, realizando un concierto en la sala Berlín de Cáceres. De nuevo participan en Festimad 2M y son el grupo encargado de abrir el festival  Sonisphere 2010, junto a grupos como Messhuggah, Faith no more, Megadeth, Anathema o Alice in chains. A finales de año, reciben el premio Carlos Pina a la Creatividad del Rock Español 2010, como mejor grupo de Metal Progresivo. El 19 de diciembre de 2010 Tao te kin sacan su primer videoclip oficial a través de su canal oficial de Youtube. El vídeo es de la canción Utopíate, incluida en su primer disco. El vídeo, realizado por el director Rodrigo Cantalejo, aparece como destacado varias semanas en la emisión de la cadena musical Sol Música, y sirve como colofón para el primer disco de la banda.

## Cuaderno de bitácora de un viaje aún por hacer

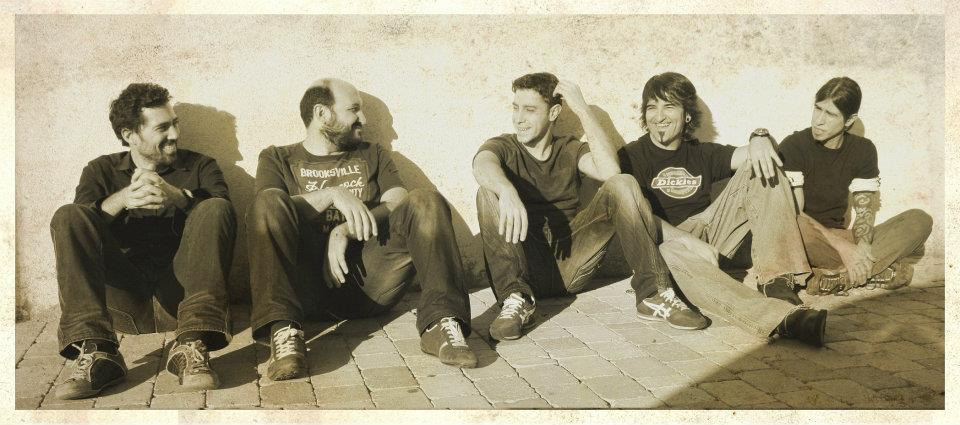
cuaderno de bitácora

El 3 de noviembre de 2011 en grupo saca una nota de prensa en la que revelan algunos detalles de su nuevo disco, del que anuncian su título "Cuaderno de bitácora de un viaje aún por hacer", la portada y los títulos de los temas que compondrán el nuevo disco: Arjé, Aura, Ram, Los silencios, Los que mienten, Morphina, Gaj, Cíclope, Mi elección, Espino y Del latir en flor. El disco es grabado durante todo el año 2011 por los responsables del primer disco, Gus Porta y Jesús Rodríguez y mezclado por Carlos Santos, que hace que el sonido de la banda sea más contundente.
El disco sale a la venta el 3 de septiembre de 2012 y es presentado en directo en Madrid en una abarrotada sala Siroco el 22 de septiembre. La gira continúa con varios conciertos en Madrid, donde destaca el que realizan en octubre de 2012 con Tenpel, en una abarrotada sala Caracol.

## Hacia un nuevo estilo: Abada
Durante todo el año 2013 el grupo se encierra a componer nuevos temas para su próxima grabación. Realizan unos cuantos conciertos pero prácticamente se centran en dar vida a nuevos temas con un cambio de rumbo importante, reflejo de evoluciones personales y musicales. En 2014 realizan una serie de conciertos en los que empiezan a tocar temas de un corte diferente al realizado hasta ahora: voces más potentes y sonido más duro.

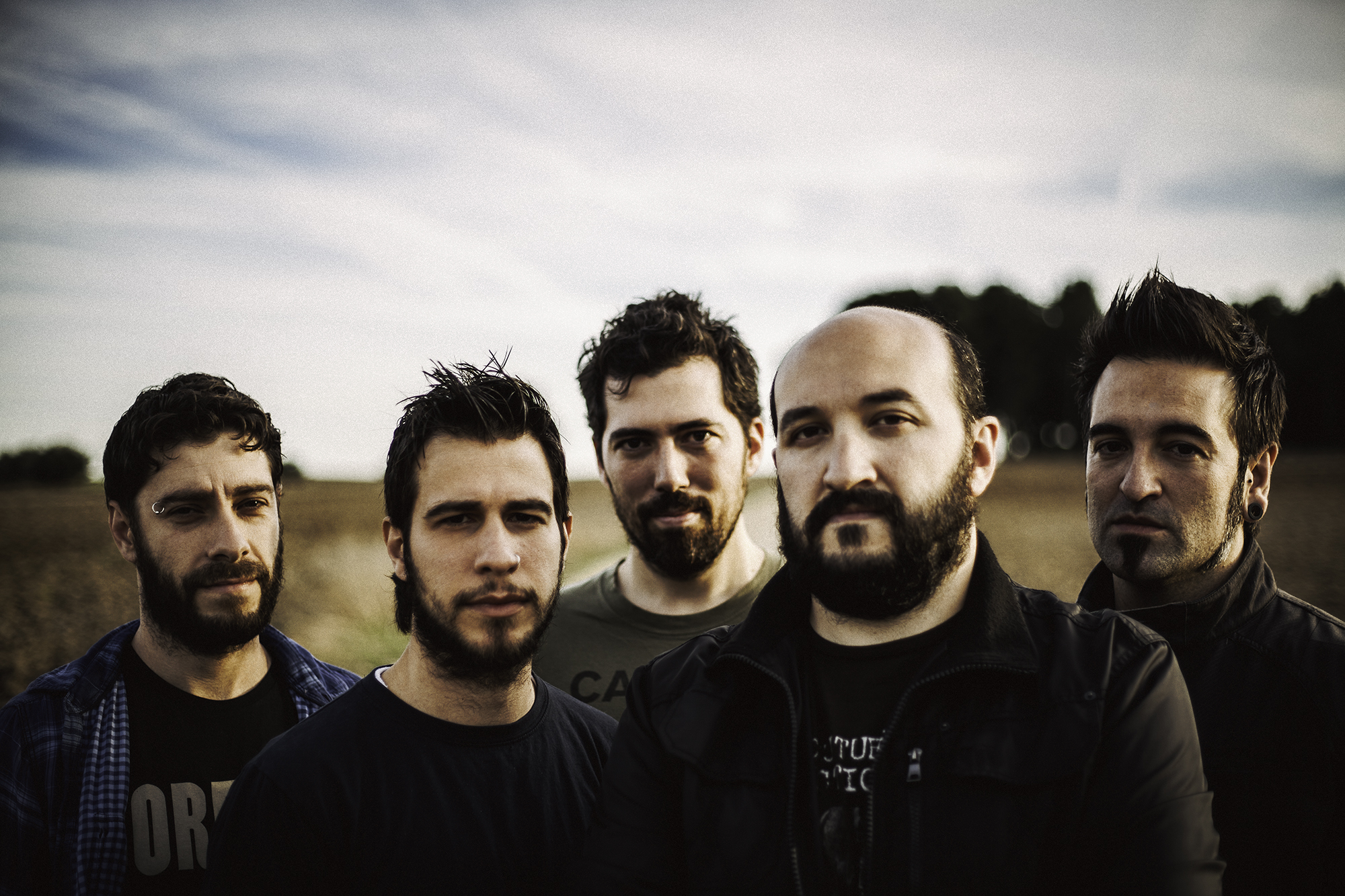
tao te kin en Abada

Posteriormente anuncian la publicación de un nuevo trabajo, "Abada", para 2014, del que poco a poco van mostrando pequeños avances: primero la portada, realizada por Miguel Sierra y posteriormente, el 2 de julio, la publicación de un sencillo adelanto con dos temas que formarán parte de su nuevo disco: Queroseno y Exilio, canciones potentes de larga duración, que son acogidas con mucha expectación y grandes críticas. 
El grupo actúa en la primera edición del festival Twister Open Air, celebrado en Leganés, junto con bandas como Hamlet, Skunk DF, Vita Imana o Adrift. En este festival, dan adelantos del último disco, Abada.
Finalmente el 16 de febrero el disco es publicado por Nooirax Producciones, su discográfica de toda la vida y es recibido con grandes críticas por las principales publicaciones musicales: mondosonoro, La Heavy, Rock Estatal.
El disco, compuesto por siete temas, la mayoría de ellos de larga duración, donde sin perder sus raíces progresivas, exploran un sonido más duro, cercano al rock sureño y el stonner. En el disco colabora Kantz, cantante del grupo Tenpel, en el tema más atípico del disco, Viejo. 
El grupo actúa en el festival 7 infiernos, en Don Benito, Badajoz, para conmemorar los siete años de su discográfica, Nooirax Producciones. Para tal evento, componen la canción llamada 7 infiernos, que es publicada en el recopilatorio del festival. En ella, ahonda en su nuevo sonido. 
Durante este tiempo, y después de tocar en Madrid junto al grupo americano Torche, la banda se ve obligada a hacer un parón por ciertos problemas de salud de uno de sus componentes. Una vez solventados los mismos, la banda presenta el disco en Madrid en septiembre, en la sala Siroco.

## 10 años después: Nuevos cambios, nuevos aires
Después de cumplir 10 años sobre los escenarios con la formación original, tao te kin deben realizar cambios. Jorge G. Santofimia tiene que abandonar España por motivos laborales, lo que le impide continuar en la formación. Así, por primera vez, el grupo debe hacer frente a la baja de uno de sus componentes. Para ello, deciden contactar con Carlos Moreno, músico experimentado de Getafe (formó parte de Vorage) y amigo de la banda, para formar parte de la misma. Con él como bajista el grupo empieza a componer nuevo material.
En 2016 y principios de 2017, la banda participa en diversas propuestas: tocan en el festival La Choza Fest en Bilbao (primera actuación del grupo con nueva formación y primera también el País Vasco), participan en el disco Hardcore hits cancer vol. 2, con una versión del tema Snot del propio grupo Snot, y realizan una colaboración para el álbum The bipolar sessions vol. 4, publicado por la revista Rockzone Mag, con motivo del Record store day 2017. El tema es una versión del grupo Pearl Jam, concretamente Whipping. En ambos casos el grupo acompaña el tema con un video realizado por Yimita Prod.

## Separación
El 9 de octubre de 2017, el grupo anuncia mediante una nota su disolución. No hay actividad planificada en un futuro cercano

## Nuevo proyecto
Cuatro de los miembros de la banda forman Gobernador, grupo instrumental actualmente en proceso compositivo.

## Enlaces
- Facebook oficial del grupo
- Bandcamp oficial del grupo
- Twitter oficial del grupo

## Críticas de El pájaro que da cuerda al mundo
- Crítica en Dark Music Site (enlace roto disponible en Internet Archive; véase el historial, la primera versión y la última).
- Crítica en Subnoise
- Crítica en Insonoro
- Crítica en LH Magazin
- Crítica en Rated-muzik
- Crítica en Max Metal
- Crítica en Noizz web
- Crítica en Metal4all

## Entrevistas
- LH Magazin

- Metalcry

- Periodista digital

- Kerrang (enlace roto disponible en Internet Archive; véase el historial, la primera versión y la última).

- Heavy Rock (enlace roto disponible en Internet Archive; véase el historial, la primera versión y la última).

- Fuentes: Página oficial de tao te kin / Ismael Sanz Avilés

- Datos: Q6138753